# ラーグルフ
ラーグルフ（欧字名:Lagulf、2019年2月25日 - ）は、日本の競走馬。2023年の中山金杯の勝ち馬である。
馬名の意味は、ディートリッヒ伝説に登場する武器の名。

## 戦績

### デビュー前 - 2歳（2021年）
2020年の北海道セレクションセールにて、村木隆に税込み1870万円で落札された。
2021年7月25日、新潟競馬場5レースの2歳新馬戦（芝1800m）でデビューし9着。3週間後、再び新潟に遠征し、同距離の2歳未勝利戦で初勝利を収めた。10月2日の芙蓉ステークスは直線で外から伸び、先に抜け出したグランドラインをゴール寸前で差し切ってオープン戦初勝利・2連勝を達成。初の重賞・初のGI出走となった12月28日のホープフルステークスは単勝29.8倍と余り支持されていなかったが、中団から徐々に進出し、キラーアビリティとジャスティンパレスには及ばなかったものの、これに次ぐ3着に好走した。

### 3歳（2022年）
3月6日の弥生賞ディープインパクト記念より始動したが、優勝したアスクビクターモアから1秒以上も離される最下位11着の惨敗に終わった。4月17日の皐月賞（8着）の後は4か月ほど休養し、復帰戦となった8月7日の2勝クラス・月岡温泉特別で3勝目を挙げた。9月19日のセントライト記念は5着。10月23日に3勝クラスの甲斐路ステークスを勝利し、オープン入りを飾った。

### 4歳（2023年）
1月5日の中山金杯より始動。重賞では初めてとなる1番人気に支持された。道中は中団前を追走し、4コーナーで外に出して直線で前に並びかけ、最後はクリノプレミアム、フェーングロッテンとのゴール前大接戦をハナ差で制して重賞初優勝を飾った。
2月26日の中山記念は菅原明良騎手との新コンビで出走。直線で力強く伸びて強襲したが、ヒシイグアスに3/4馬身届かず、2着に敗れた。
しかし、3度目のGI出走となった大阪杯は11着と大敗、札幌記念も8着に終わり、秋は出走せず4歳シーズンを終えた。

### 5歳（2024年）
1月21日のアメリカジョッキークラブカップから始動し、この年は5走したもののすべて着外に終わる不振で5歳シーズンを終えた。

### 6歳（2025年）
1月5日の中山金杯は10着、続く東京新聞杯は16着の殿負けを喫した。3月4日で管理する宗像が定年を迎えるため厩舎が解散となり、翌5日付で新規開業の田中勝春厩舎に転厩した。

## 競走成績
以下の内容は、netkeiba.comおよびJBISサーチの情報に基づく。
| 競走日     | 競馬場 | 競走名             | 格   | 距離（馬場）  | 頭 数 | 枠 番 | 馬 番 | オッズ （人気） | 着順 | タイム （上り3F） | 着差 | 騎手        | 斤量 [kg] | 1着馬（2着馬）       | 馬体重 [kg] |
| ---------- | ------ | ------------------ | ---- | ------------- | ----- | ----- | ----- | --------------- | ---- | ----------------- | ---- | ----------- | --------- | -------------------- | ----------- |
| 2021.07.25 | 新潟   | 2歳新馬            |      | 芝1800m（良） | 13    | 6     | 9     | 103.0（12人）   | 09着 | R1:49.2（33.5）   | -0.8 | 0丸田恭介   | 54        | レディバランタイン   | 488         |
| 0000.08.14 | 新潟   | 2歳未勝利          |      | 芝1800m（稍） | 11    | 2     | 2     | 016.70（4人）   | 01着 | R1:50.0（33.6）   | -0.2 | 0丸田恭介   | 54        | （ミスボニータ）     | 484         |
| 0000.10.02 | 中山   | 芙蓉S              | OP   | 芝2000m（良） | 10    | 7     | 8     | 011.30（4人）   | 01着 | R2:00.9（35.1）   | 0.0  | 0丸田恭介   | 55        | （グランドライン）   | 482         |
| 0000.12.28 | 中山   | ホープフルS        | GI   | 芝2000m（良） | 15    | 3     | 5     | 029.80（8人）   | 03着 | R2:01.0（36.0）   | -0.4 | 0丸田恭介   | 55        | キラーアビリティ     | 496         |
| 2022.03.06 | 中山   | 弥生賞ディープ記念 | GII  | 芝2000m（良） | 11    | 7     | 8     | 019.20（7人）   | 11着 | R2:01.6（35.9）   | -1.1 | 0丸田恭介   | 56        | アスクビクターモア   | 486         |
| 0000.04.17 | 中山   | 皐月賞             | GI   | 芝2000m（良） | 18    | 7     | 15    | 162.7（16人）   | 08着 | R2:00.3（34.3）   | -0.6 | 0丸田恭介   | 57        | ジオグリフ           | 488         |
| 0000.08.07 | 新潟   | 月岡温泉特別       | 2勝  | 芝2000m（良） | 9     | 2     | 2     | 003.30（2人）   | 01着 | R1:58.5（33.7）   | -0.1 | 0戸崎圭太   | 54        | （セントカメリア）   | 488         |
| 0000.09.19 | 中山   | セントライト記念   | GII  | 芝2200m（稍） | 13    | 4     | 6     | 014.20（6人）   | 05着 | R2:12.8（35.4）   | -1.0 | 0戸崎圭太   | 56        | ガイアフォース       | 488         |
| 0000.10.23 | 東京   | 甲斐路S            | 3勝  | 芝2000m（良） | 10    | 3     | 3     | 001.60（1人）   | 01着 | R1:58.0（34.2）   | -0.3 | 0戸崎圭太   | 55        | （カーディナル）     | 492         |
| 2023.01.05 | 中山   | 中山金杯           | GIII | 芝2000m（良） | 17    | 2     | 3     | 004.50（1人）   | 01着 | R2:00.2（35.4）   | -0.0 | 0戸崎圭太   | 56        | （クリノプレミアム） | 500         |
| 0000.02.26 | 中山   | 中山記念           | GII  | 芝1800m（良） | 14    | 8     | 13    | 019.90（8人）   | 02着 | R1:47.2（34.7）   | -0.1 | 0菅原明良   | 56        | ヒシイグアス         | 504         |
| 0000.04.02 | 阪神   | 大阪杯             | GI   | 芝2000m（良） | 16    | 4     | 8     | 031.60（9人）   | 11着 | R1:58.2（34.9）   | -0.8 | 0戸崎圭太   | 58        | ジャックドール       | 494         |
| 0000.08.20 | 札幌   | 札幌記念           | GII  | 芝2000m（稍） | 15    | 6     | 11    | 075.1（11人）   | 08着 | R2:03.7（37.6）   | -2.2 | 0戸崎圭太   | 58        | プログノーシス       | 498         |
| 2024.01.21 | 中山   | AJCC               | GII  | 芝2200m（不） | 12    | 7     | 10    | 013.50（8人）   | 08着 | R2:17.0（37.3）   | -0.4 | 0三浦皇成   | 57        | チャックネイト       | 500         |
| 0000.02.25 | 中山   | 中山記念           | GII  | 芝1800m（稍） | 16    | 5     | 10    | 038.7（12人）   | 09着 | R1:49.3（37.4）   | -1.2 | 0三浦皇成   | 57        | マテンロウスカイ     | 502         |
| 0000.09.22 | 中山   | オールカマー       | GII  | 芝2200m（良） | 15    | 2     | 2     | 039.50（6人）   | 07着 | R2:12.3（34.4）   | -0.5 | 0三浦皇成   | 57        | レーベンスティール   | 500         |
| 0000.11.03 | 東京   | AR共和国杯         | GII  | 芝2500m（良） | 16    | 4     | 8     | 037.0（11人）   | 11着 | R2:30.9（37.6）   | -1.9 | 0丸田恭介   | 58        | ハヤヤッコ           | 500         |
| 0000.11.30 | 京都   | チャレンジC        | GIII | 芝2000m（良） | 15    | 8     | 15    | 035.9（11人）   | 10着 | R1:59.9（36.3）   | -1.7 | 0M.デムーロ | 57        | ラヴェル             | 500         |
| 2025.01.05 | 中山   | 中山金杯           | GIII | 芝2000m（良） | 18    | 1     | 1     | 042.5（12人）   | 10着 | R1:58.9（35.1）   | -0.8 | 0菅原明良   | 57.5      | アルナシーム         | 496         |
| 0000.02.09 | 東京   | 東京新聞杯         | GIII | 芝1600m（良） | 16    | 5     | 9     | 217.6（15人）   | 16着 | R1:34.8（35.1）   | -2.2 | 0三浦皇成   | 57        | ウォーターリヒト     | 494         |
| 0000.08.09 | 新潟   | 関越S              | OP   | 芝1800m（良） | 13    | 8     | 12    | 041.2（10人）   | 13着 | R1:47.7（34.0）   | -1.5 | 0丸田恭介   | 57        | ウンブライル         | 496         |

- 競走成績は2025年8月9日現在

## 血統表
| ラーグルフの血統          | ラーグルフの血統                                                            | ラーグルフの血統                                                            | （血統表の出典）                                                            | （血統表の出典）    |
| 父系                      | ロベルト系                                                                  | ロベルト系                                                                  | ロベルト系                                                                  | [ § 2 ]             |
| 父 モーリス 2011 鹿毛     | 父の父スクリーンヒーロー 2004 栗毛                                          | *グラスワンダー                                                             | Silver Hawk                                                                 | Silver Hawk         |
| 父 モーリス 2011 鹿毛     | 父の父スクリーンヒーロー 2004 栗毛                                          | *グラスワンダー                                                             | Ameriflora                                                                  |                     |
| 父 モーリス 2011 鹿毛     | 父の父スクリーンヒーロー 2004 栗毛                                          | ランニングヒロイン                                                          | *サンデーサイレンス                                                         | *サンデーサイレンス |
| 父 モーリス 2011 鹿毛     | 父の父スクリーンヒーロー 2004 栗毛                                          | ランニングヒロイン                                                          | ダイナアクトレス                                                            |                     |
| 父 モーリス 2011 鹿毛     | 父の母メジロフランシス 2001 鹿毛                                            | カーネギー                                                                  | Sadler's Wells                                                              | Sadler's Wells      |
| 父 モーリス 2011 鹿毛     | 父の母メジロフランシス 2001 鹿毛                                            | カーネギー                                                                  | Detroit                                                                     |                     |
| 父 モーリス 2011 鹿毛     | 父の母メジロフランシス 2001 鹿毛                                            | メジロモントレー                                                            | *モガミ                                                                     | *モガミ             |
| 父 モーリス 2011 鹿毛     | 父の母メジロフランシス 2001 鹿毛                                            | メジロモントレー                                                            | メジロクインシー                                                            |                     |
| 母 アバンドーネ 2014 鹿毛 | 母の父*ファルブラヴ 1998 鹿毛                                               | Fairy King                                                                  | Northern Dancer                                                             | Northern Dancer     |
| 母 アバンドーネ 2014 鹿毛 | 母の父*ファルブラヴ 1998 鹿毛                                               | Fairy King                                                                  | Fairy Bridge                                                                |                     |
| 母 アバンドーネ 2014 鹿毛 | 母の父*ファルブラヴ 1998 鹿毛                                               | Gift of the Night                                                           | Slewpy                                                                      | Slewpy              |
| 母 アバンドーネ 2014 鹿毛 | 母の父*ファルブラヴ 1998 鹿毛                                               | Gift of the Night                                                           | Little Nana                                                                 |                     |
| 母 アバンドーネ 2014 鹿毛 | 母の母ロスグラシアレス 2007 鹿毛                                            | *シンボリクリスエス                                                         | Kris S.                                                                     | Kris S.             |
| 母 アバンドーネ 2014 鹿毛 | 母の母ロスグラシアレス 2007 鹿毛                                            | *シンボリクリスエス                                                         | Tee Kay                                                                     |                     |
| 母 アバンドーネ 2014 鹿毛 | 母の母ロスグラシアレス 2007 鹿毛                                            | ロスマリヌス                                                                | *サンデーサイレンス                                                         | *サンデーサイレンス |
| 母 アバンドーネ 2014 鹿毛 | 母の母ロスグラシアレス 2007 鹿毛                                            | ロスマリヌス                                                                | *アンブロシン                                                               |                     |
| 母系(F-No.)               | アンブロシン（USA）系(FN:A-4)                                               | アンブロシン（USA）系(FN:A-4)                                               | アンブロシン（USA）系(FN:A-4)                                               | [ § 3 ]             |
| 5代内の近親交配           | サンデーサイレンス：4×4 Northern Dancer：4×5 Fairy Bridge：4×5 Roberto：5×5 | サンデーサイレンス：4×4 Northern Dancer：4×5 Fairy Bridge：4×5 Roberto：5×5 | サンデーサイレンス：4×4 Northern Dancer：4×5 Fairy Bridge：4×5 Roberto：5×5 | [ § 4 ]             |
| 出典                      | 1. 2. 3. 4.                                                                 | 1. 2. 3. 4.                                                                 | 1. 2. 3. 4.                                                                 | 1. 2. 3. 4.         |

- 主な近親にワンアンドオンリー（東京優駿ほか）、ノーリーズン（皐月賞）、グレイトジャーニー（シンザン記念ほか）。
- そのほかの近親はコートリーディー#主なファミリーラインを参照。